# Entremonde
Entremonde és una editorial independent fundada a Ginebra l'any 2008 com una associació sense ànim de lucre. El catàleg d'Entremonde compta amb autories de tendències comunistes i anarquistes, així com obres teòriques i literàries procurant «com el situacionisme, d'anar més enllà de la ideologia».
Així, Karl Marx comparteix catàleg amb Mikhaïl Bakunin i hi són representades diverses tendències del comunisme d'esquerra com el comunisme de consells i l'operaisme, i de l'anarquisme com el comunisme llibertari i l'anarcoinsurreccionalisme. Entremonde és també l'editor principal de l'escriptor italià Nanni Balestrini i reedita Twelve Years of Slavery, la famosa història d'esclaus de Solomon Northup. També ha publicat la primera edició francesa de Die neue Typographie de Jan Tschichold i autories com ara Marshall Berman, Alfredo Bonanno, Yann Moulier-Boutang, Gilles Dauvé, Silvia Federici, Paul Mattick, Otto Rühle, Georges Sorel, Mario Tronti, Volin o Maximilien Rubel.